# Scott Wharton
Scott Bradley Wharton (Blackburn, 3 ottobre 1997) è un calciatore inglese, difensore del Blackburn.

## Carriera
Cresciuto nel settore giovanile del Blackburn, debutta in prima squadra il 20 agosto del 2016, nel pareggio per 2-2 contro il Burton Albion. Il suo primo gol arriva tre giorni dopo, nella sfida di EFL Cup vinta 4-3 contro il Crewe Alexandra. Dopo vari prestiti in squadre, tra cui Bury e Northampton Town, ritorna al Blackburn, militante in Championship.

## Statistiche

### Presenze e reti nei club
Statistiche aggiornate al 7 gennaio 2023.
| Stagione         | Squadra          | Campionato       | Campionato | Campionato | Coppe nazionali | Coppe nazionali | Coppe nazionali | Coppe continentali | Coppe continentali | Coppe continentali | Altre coppe | Altre coppe | Altre coppe | Totale | Totale |
| Stagione         | Squadra          | Comp             | Pres       | Reti       | Comp            | Pres            | Reti            | Comp               | Pres               | Retin              | Comp        | Pres        | Reti        | Pres   | Reti   |
| ---------------- | ---------------- | ---------------- | ---------- | ---------- | --------------- | --------------- | --------------- | ------------------ | ------------------ | ------------------ | ----------- | ----------- | ----------- | ------ | ------ |
| 2016-gen. 2017   | Blackburn        | FLC              | 2          | 0          | CdL             | 2               | 1               | -                  | -                  | -                  | -           | -           | -           | 4      | 1      |
| gen.-giu. 2017   | Cambridge Utd    | FL2              | 9          | 1          | FACup+CdL       | 0               | 0               | -                  | -                  | -                  | -           | -           | -           | 9      | 1      |
| 2017-gen. 2018   | Blackburn        | FL1              | 0          | 0          | FACup           | 1               | 0               | -                  | -                  | -                  | -           | -           | -           | 1      | 0      |
| gen.-giu. 2018   | Lincoln City     | FL2              | 14+1       | 2          | FACup+CdL       | 0               | 0               | -                  | -                  | -                  | -           | -           | -           | 15     | 2      |
| 2018-gen. 2019   | Lincoln City     | FL2              | 11         | 1          | FACup+CdL       | 1+1             | 0               | -                  | -                  | -                  | -           | -           | -           | 13     | 1      |
| Totale Blackburn | Totale Blackburn | Totale Blackburn | 25+1       | 3          |                 | 2               | 0               |                    | -                  | -                  |             | -           | -           | 28     | 3      |
| gen.-giu. 2019   | Bury             | FL2              | 15         | 2          | FACup+CdL       | 0               | 0               | -                  | -                  | -                  | -           | -           | -           | 15     | 2      |
| 2019-2020        | Northampton Town | FL2              | 32+3       | 3          | FACup+ CdL      | 4+1             | 0               | -                  | -                  | -                  | -           | -           | -           | 40     | 3      |
| 2020-2021        | Blackburn        | FLC              | 7          | 0          | CdL             | 1               | 0               | -                  | -                  | -                  | -           | -           | -           | 8      | 0      |
| 2021-2022        | Blackburn        | FLC              | 30         | 2          | FACup+CdL       | 0               | 0               | -                  | -                  | -                  | -           | -           | -           | 30     | 2      |
| 2022-2023        | Blackburn        | FLC              | 16         | 1          | CdL             | 2               | 2               | -                  | -                  | -                  | -           | -           | -           | 18     | 3      |
| Totale Blackburn | Totale Blackburn | Totale Blackburn | 55         | 3          |                 | 6               | 3               |                    | -                  | -                  |             | -           | -           | 61     | 6      |
| Totale Carriera  | Totale Carriera  | Totale Carriera  | 136+4      | 12         |                 | 13              | 3               |                    | -                  | -                  |             | -           | -           | 153    | 15     |